# إيزاجنيكس الدولية
شركة إيزاجنيكس الدولية ذ. م. م. هي شركة تسويق متعدد المستويات تعمل في تسويق المكملات الغذائية ومنتجات العناية الشخصية. أسس الشركة جون أندرسون وجيم كوفر وكاثي كوفر في عام 2002 في شاندلر، أريزونا.
نشرت هاريت إيه هول في مجلة الطب القائم على العلوم (Science-Based Medicine) مقالة طويلة عن المنتجات التي تروّج لها شركة إيزاجنيكس، حيث وصفت الادعاءات التي انتشرت حول تلك المنتجات بأنها ادعاءات باطلة ومُضللة وأيضًا تلك الادعاءات التي تقول أن نسبة فيتامين أ في بعض المنتجات خطيرة ومخالفة لتوصيات مجلة ميديكال ليتر (The Medical Letter) العلمية.
في فبراير عام 2009، كانت شركة إيزاجنيكس جزءًا من عملية سحب المنتجات المستخلصة من الفول السوداني، تلك العملية التي تمت على مستوى الدولة حينما ظنوا أنها قد تكون مُلوثة ببكتيريا السلمونيلا.
وفي عام 2010، بدأت شركة إيزاجنيكس في تمويل البحث الذي تُجريه شركة سييرا ساينسيز المملوكة لعالم الأحياء ويليام إتش. أندروز على نشاط التيلوميراز في المركبات الطبيعية. واستنادًا على نتائج البحث بعد عام، أطلقت إيزاجنيكس المنتج بي، وهو التيلومير المدعّم للتغذية.

## وصلات خارجية
- Official website

‌